# HMS Foresight (H68)
«Форсайт» (H68) (англ. HMS Foresight (H68) — військовий корабель, ескадрений міноносець типу «F» Королівського військово-морського флоту Великої Британії за часів Другої світової війни.
«Форсайт» був закладений 21 липня 1933 року на верфі компанії Cammell Laird, Беркенгед. 15 травня 1935 року увійшов до складуу Королівських ВМС Великої Британії.